# Рикардо Моралес
Рикардо „Рик“ Моралес је измишљени лик из НБЦ-ове правне драме Ред и закон: Лос Анђелес који тумачи Алфред Молина. Дебитовао је у првој епизоди емисије "Холивуд" емитованој 29. септембра 2010.

## Избор глумца
Дана 24. јула 2010 творац серије Дик Волф је објавио да се Молина придружио глумачкој постави серије „Ред и закон: Лос Анђелес“ као заменик окружног тужиоца Моралес.

## Животопис лика
Рикардо Моралес, потомак политичке породице, је био „генерал на бојном пољу“ у судници, али „грубо сардоничан и самозатајан“ у стварном животу. Моралес има дубок осећај за правду. Радну етику је наследио од оца, човека који је био веома поносан на свој рад. Као и већина тужилаца Лос Анђелеса, Моралес је имао око за политику и веома је паметан кад да је изјаве за штампу. Моралес је дошао до краја свог тужилачког века па се вратио детективским коренима где је осећао да може да направи више разлике у хапшењу злочинаца.

### Рани живот
Моралес је одрастао у Горњем Бојлу. Да би прикупио додатни новац за факултет, Моралес је возио градска кола по граду и често су га потресале ствари које је виђао у свом ретровизору.

### Почетак полицијског живота
Осамдесетих година, Моралес је почео као патролни полицајац у Секретаријату унутрашњих послова Лос Анђелеса све док није пуцао у наоружаног осумњиченог што је можда утицало на то да је постао детектив Одељења за убиства.Изгубио је најмање два ортака, једног од рака, а други је погинуо на дужности.
Касније је напустио полицију мислећи да би "могао направити праву разлику" као тужилац.

### У тужилаштву
Моралес је сардонични прагматичар који мисли да је морална исправност љупка, али неделотворна у уличној борби. Иако зна како да обмањује и својом јавном сликом и политиком иза сцене, он је и даље убица у судници који живи да види задовољење правде.
Он је тип момка који се љубазно увери да свака камера ради пре него што да прописно достојанствену и отрежњујућу изјаву. Он није великан већ човек са политичким амбицијама који разуме да у ЛА-у људи воле да њихови државни службеници ходају и говоре као звезде.
Види се да се Моралес сукобљавао са већином судија и заступника, а у неком тренутку и на личном нивоу.
Одобравао је истополне бракове.
У епизоди "Зума клисура", Моралес се лично укључио када је једанаестогодишњи Мексиканац Фернандо (Квинтон Лопез) пронађен како чува усев марихуане са напуњеним пиштољем пошто га је од породице у Мексику отео нарко-бос Цезар Варгас (Хозе Пабло Кантиљо) који је био одговоран за клање чланова мексичке породице током 15. рођендана ћерке, а затим и за убиство детектива Рекса Винтерса (Скит Улрих) у његовој кући. Фернандо је понудио да сведочи на суду против Варгаса ако би његова породица могла да буде доведена у Америку, али када је дошло то време убила га је жена која се представила као судска референткиња - коју је вероватно унајмио Варгас.
Моралес престаје да буде заменик окружног тужиоца и враћа се у СУП као детектив пошто је био узрујан правосуђем и тужилачком политиком укљученим у покушаје да се осуди Варгас који се заузврат извукао са оптужбама за отмицу заједно са више тачака за убиство и убиство из нехата.

### Повратак у полицију
Моралес се вратио у полицију захваљујући поручници Гонзалес која је потегла везе да га врати у Одељење за пљачке и убиства – на послу је скоро ослободио наводног силоватеља изнуђеним признањем. Иако је ЗОТ Декер успео да натера починиоца да се изјасни за две тачке оптужнице за убиство без условне слободе када се открило да је једној од жртава – Дону Алвину (Тим Декеј), човеку кога је везао и запушио му уста – слао поруке из ћелије. Том победом Моралес је позвао Алвина на пиће и тада му је Алвин рекао да иде кући својој породици и оставио Моралеса да размишља.
У епизоди "Источна Пасадена", откривени су костури из ормана када је Моралес убио наоружаног осумњиченог после чега је откривено да је раније у полицијској каријери као детектив био умешан у упуцавање полицајца што је могло да утиче на то да постане детектив. Процењивао га је полицијски психијатар који му је рекао да може да се врати на дужност.
Напетости између Моралеса и Декера су порасле у епизоди "Бенедиктова клисура" када је откривено на отвореном суду да су се Моралес и један од његових старих ортака Тери Бригс (Џеф Фејхи) срели у кафани и пили пиће више од четири сата уз високу картицу - Бригс је убио успешну холивудску стилисткињу, а унајмила га је њена сестра што је касније Моралес открио. Бригс је убијен у затвору док је чекао наставак суђења. Касније уз пиће, Декер и Моралес су се вратили на чврсто тло пошто је Моралес у шали прихватио Декерово извињење.

#### Ортаклук са Џарушалским
Моралес је приказан као „грубо сардоничан и самозатајан“, док је веома мудар и политички и медијски паметан, док је његов ортак ТЏ Џарушалски приказан као практичан и родом из Холивуда и зна све појединости. Често постоји мало напетости између Моралеса и Џарушалског, али то се касније решило.
Пошто је учествовао у упуцавању полицајца, одбрана је касније желела да оно што је речено у Моралесовој психолошкој процени буде примљено на отворено суђење. На седници је говорио о Винтерсовом убиству и дејствима које је оно имало на његовог ортака Џарушалског - Моралес је дозволио да се изнесе његова психолошка процена на суду што је Џарушалски и учинио. На крају епизоде, Џарушалски га је питао шта би се десило да је рекао да не износи његову процену на јавном суду. Моралес је рекао да није сматрао да би он приговорио томе.

### Породица
Моралесови родитељи су латино избеглицe, а његов отац је био чувар земљишта у кантри клубу "Хилкрест". Моралес је поменуо да има браћу и да их је отац за одмор утоваривао у комби и возио на плажу. Његов отац је још био жив 2010.
Моралес је поменууо једанаестогодишњем Фернаду Рамирезу који је требало да сведочи против мексичког трговца дрогом и убице да је имао ћерку Карину која не живи са њим.

## Пријем
Џоел Рубин из Лосанђелешког времена је рекао: "Молина као детектив је убедљив."
Хиллари Бјусис из Недељне забаве је морала да каже: "У најмању руку, Молинин прелазак из суднице у испоставу – колико год то било невероватно – изгледа као добар потез за серију. Док Моралес није тако забаван као, рецимо, Лени Бриско, он има већу тежу и присуство од Винтерса. Такође ће бити занимљиво гледати како се његова начела испитују на терену и видети како његов правнички мозак утиче на његов рад у полицији."